# Malin Björk
Malin Björk (ur. 22 maja 1972 w Göteborgu) – szwedzka polityk, feministka, działaczka Partii Lewicy, posłanka do Parlamentu Europejskiego VIII i IX kadencji.

## Życiorys
Absolwentka nauk politycznych i stosunków międzynarodowych na Uniwersytecie w Göteborgu. Pracowała w pozarządowej organizacji European Women’s Lobby, następnie została doradcą politycznym Konfederacyjnej Grupy Zjednoczonej Lewicy Europejskiej i Nordyckiej Zielonej Lewicy w Parlamencie Europejskim. Zajmowała się kwestiami równouprawnienia i feminizmu. W 2014 została liderką listy wyborczej Partii Lewicy w wyborach europejskich, uzyskując mandat eurodeputowanej VIII kadencji. W 2019 z powodzeniem ubiegała się o reelekcję.
W PE zasiadała do 2024; w tym samym roku objęła funkcję współprzewodniczącej nowo powstałej europejskiej partii politycznej pod nazwą Europejski Sojusz Lewicy dla Ludzi i Planety.